# Holzkeulenverwandte
Die Familie der Holzkeulenverwandten (Xylariaceae) ist eine sehr variable Gruppe innerhalb der Abteilung der Schlauchpilze. Ein gemeinsames Merkmal ist die Entwicklung der Asci in Perithecien, die oft in sehr großer Anzahl zu einem meist kohlenartigen Stroma vereinigt sind. Bei Reife treten durch schmale Öffnungen in den Perithecien die Ascosporen ins Freie. Sie dienen der sexuellen Vermehrung und sind dunkelbraun bis schwarz gefärbt. Daneben gibt es häufig noch asexuelle, durchscheinende Konidien. Bekannt und auffällig sind die durch Konidiosporen an den Spitzen weiß gefärbten Fruchtkörper der Geweihförmigen Holzkeule.

## Ökologie
Die Holzkeulenverwandten sind holzabbauende, saprobiontische Pilze. Nur wenige Arten in dieser Familie leben parasitisch. Die meisten Holzkeulenverwandten können den Holzstoff Lignin verwerten.

## Systematik
Die Gattungen der folgenden Auswahl gehören zur Familie der Holzkeulenverwandten:
- Gattung: Rindenkugelpilze (Biscogniauxia)
  - Rotbuchen-Rindenkugelpilz (Biscogniauxia nummularia)
- Gattung: Holzkohlenpilze (Daldinia)
  - Kohlen-Kugelpilz, Konzentrischer Holzkohlenpilz (Daldinia concentrica)
- Gattung: Kohlenbeeren (Hypoxylon)
  - Rötliche Kohlenbeere (Hypoxylon fragiforme)
- Gattung: Krustenpilze (Kretzschmaria)
  - Brand-Krustenpilz (Kretzschmaria deusta)
- Gattung: Löcherscheiben (Poronia)
  - Punktierte Porenscheibe (Poronia punctata)
- Gattung: Holzkeulen (Xylaria)
  - Geweihförmige Holzkeule (Xylaria hypoxylon)